# Seabiscuit (cavallo)
Seabiscuit fu un cavallo purosangue da corsa, che grazie ai successi ottenuti a dispetto del fatto di non avere mai ricevuto alcuna considerazione dal punto di vista sportivo, divenne il simbolo di riscatto e combattività dell'americano medio degli anni trenta che stava cercando di risollevarsi dalla Grande depressione del 1929.
La sua storia fu raccontata sul grande schermo nel 1949 e nel 2003 dai film The Story of Seabiscuit e Seabiscuit - Un mito senza tempo e narrata nel libro del 2001 Seabiscuit: An American Legend di Laura Hillenbrand.
Nella classifica dei 100 migliori cavalli da corsa americani del XX secolo è posizionato al n. 25.

## La storia
(Laura Hillenbrand)

### Primi tempi
Seabiscuit nacque il 23 maggio 1933 a Lexington, in Kentucky, dalla giumenta Swing On e dallo stallone Hard Tack (figlio di un grande campione del novecento, Man o' War). Il nome Seabiscuit (letteralmente biscotto di mare) deriva da quello del padre Hard Tack, che era un tipo di cracker consumato dai marinai. Il puledro baio venne cresciuto nelle scuderie Claiborne Farm, a Paris in Kentucky. La prima proprietaria fu Gladys Mills Phipps e durante il periodo in cui lo allevò, il cavallo non dimostrò le attitudini di un campione. Seabiscuit era in sovrappeso rispetto ad uno stallone medio ed aveva un difetto alla zampa anteriore, difetto che venne soprannominato "andatura a sbattiuova". Il cavallo passava le sue intere giornate a mangiare più del necessario e a dormire per lunghi periodi, sdraiato all'ombra degli alberi che circondavano il suo pascolo. Inizialmente, il suo addestramento fu affidato a Sunny Jim Fitzsimmons, addestratore leggendario per aver vinto con un altro purosangue di nome Gallant Fox, il Triple Crown of Thoroughbred Racing nel 1930.

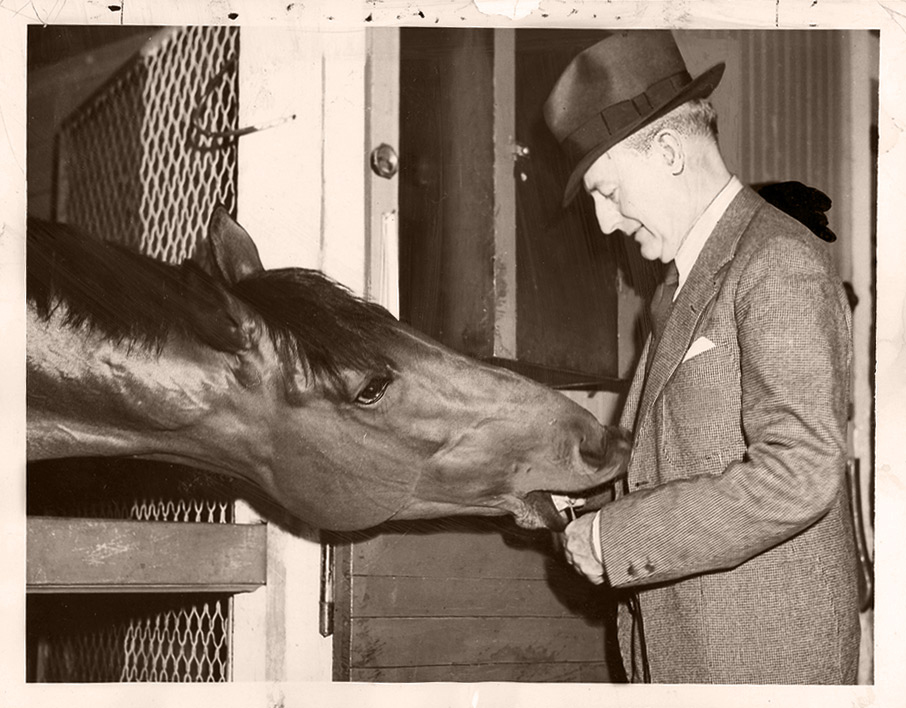
Seabiscuit e Charles S. Howard

Fitzsimmons credeva nelle potenzialità di Seabiscuit, ma ben presto si rese conto che il cavallo dimostrava di essere troppo pigro e mal disposto all'addestramento. Essendo Seabiscuit di indole molto docile, Fitzsimmons decise di provare una fase di allenamento con l'ausilio della frusta per fargli cambiare atteggiamento. L'allenatore non aveva mai addestrato i suoi cavalli con l'uso della forza, considerando il metodo un inutile spreco e una violenza. Dopo alcuni mesi di addestramento duro, Seabiscuit non migliorò le sue prestazioni ma cambiò decisamente carattere, diventando molto nevrile e intrattabile, per colpa delle frustate subite e, dato che secondo Fitzsimmons non sarebbe mai diventato un campione, si decise di prepararlo per gareggiare in gare da corsa di minore importanza.
Nei primi tempi della sua carriera da corridore, non vinse nemmeno una delle dieci competizioni alle quali venne iscritto e, ben presto, si decise di ritirarlo dalle gare e di metterlo nuovamente al pascolo, diventando anche motivo di scherno da parte degli altri allevatori di cavalli. All'età di tre anni venne di nuovo tentata la strada delle gare ippiche e partecipò ad un pesante calendario di corse di bassa categoria, partecipando a 35 competizioni, arrivando primo per cinque volte e giungendo secondo per sette volte. Alla fine della stagione agonistica, il proprietario decise di venderlo per una cifra di 8.000 dollari (l'equivalente di circa 65 000 € del 2008, considerando il periodo) a un imprenditore automobilistico di nome Charles S. Howard. Il prezzo di vendita venne stabilito dall'allenatore che, tutto sommato, considerava Seabiscuit un buon cavallo, capace magari in futuro di procreare un campione.
Tuttavia, Seabiscuit non dimostrò effettivamente le sue potenzialità di corridore, fino all'arrivo di Charles S. Howard.

### 1936 - 1937: la rinascita
Charles S. Howard si affidò per la formazione sportiva di Seabiscuit ad un addestratore di nome Tom Smith, un uomo famoso per non essere molto loquace con gli esseri umani ma che aveva dimostrato di avere un sesto senso nel trattare con i cavalli. Smith rivelò in seguito che la prima volta che vide Seabiscuit giurò che «il cavallo gli fece un cenno con la testa».
(Tom Smith - Seabiscuit: una leggenda americana, cap. Cattivo, irrequieto e rozzo, p. 55)
Smith allenò il cavallo con metodi non proprio ortodossi, lavorando innanzitutto sul suo carattere intrattabile. Gli mise nella stalla un altro cavallo da compagnia, un cagnolino bianco e una scimmietta per ammansirlo e, ogni volta che si sdraiava per riposare, ordinava a tutti coloro che lavoravano in scuderia di non disturbarlo per nessun motivo. Questo trattamento fu riservato a Seabiscuit perché, durante un giro di prova di pista al Pimlico Race Course, il cavallo stabilì un record di pista, cosa che stupì il proprietario e l'allenatore.
Il problema, dopo aver rimesso il cavallo in sesto, era quello di trovargli un fantino. Seabiscuit aveva un carattere molto difficile e parecchi fantini rinunciarono presto a cavalcarlo. Si presentò un giorno, in cerca di un lavoro, Red Pollard (1909-1981), un ragazzo di origine irlandese con la passione per Shakespeare e un carattere burrascoso, soprannominato il folletto. Il suo incontro con Seabiscuit fece capire a Smith che sarebbe stato l'unico in grado di tirar fuori le potenzialità del cavallo.

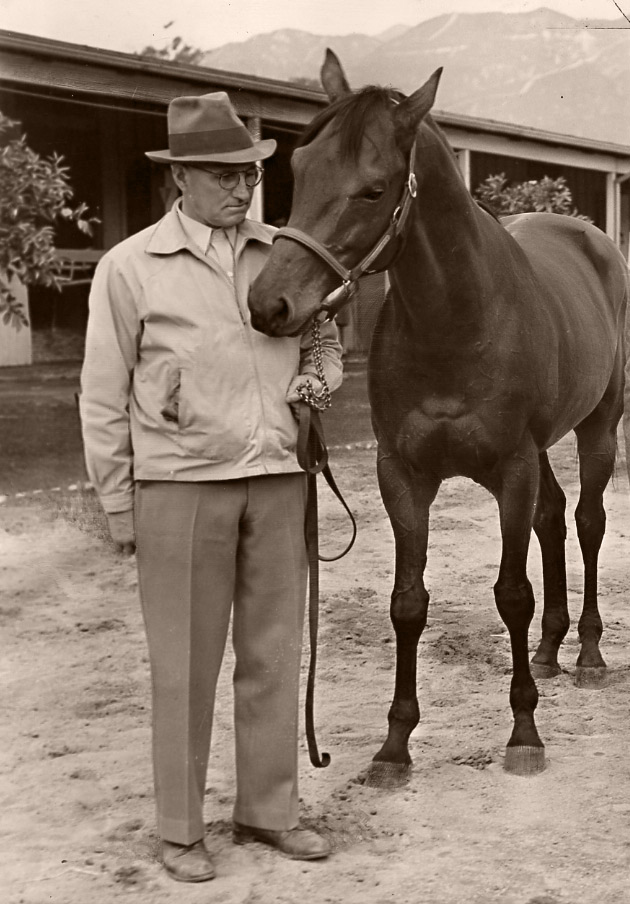
Seabiscuit e Tom Smith

La prima gara alla quale vennero iscritti fu corsa nella città di Detroit il 22 agosto 1936 e non impressionò nessuno. Le cose cambiarono alle successive otto gare, nelle quali Seabiscuit e Pollard si piazzarono sempre al primo posto; tra queste la Detroit's Governor's Handicap (dove in palio c'erano 5.600 dollari) e la Scarsdale Handicap (7.300 dollari) all'Empire City Race Track in Yonkers, New York. Nel giro di poco tempo il cavallo fece vincere a Howard una cifra superiore a quella che era servita per acquistarlo.
All'inizio di novembre del 1936 Howard e Smith caricarono il cavallo su un treno, diretti in California. La prima gara alla quale parteciparono, per un valore di 2.700 dollari, fu la Bay Bridge Handicap che aveva un percorso di 1 miglio (1,6 km). Seabiscuit iniziò male la corsa a causa del peso di handicap assegnatogli, superiore rispetto agli altri cavalli di circa 53 kg, ma poi vinse la gara di ben 5 lunghezze, non eguagliando il record del mondo di solo due quinti di secondo. Il risultato di questa gara venne riportato sul World's Fair Handicap (partecipazioni ippiche più prestigiose al Bay Meadows).
Nel febbraio del 1937 Howard e Smith spostarono la loro attenzione sulla Santa Anita Handicap, gara ippica più prestigiosa della California, che aveva un montepremi al vincitore di 125.000 dollari (circa € 1.800.000,00 del 2008).
Alla prima gara di piazzamento, al Santa Anita Park, Seabiscuit e Pollard vinsero senza problemi. Alla seconda, la San Antonio Handicap, Seabiscuit subì una battuta d'arresto alla partenza, avendo avuto un problema ai blocchi e, partito all'esterno pista, riuscì a piazzarsi in quinta posizione. La gara fu vinta dal purosangue Rosemont.
Alla gara effettiva della Santa Anita, appena una settimana più tardi, Seabiscuit si trovava in testa dopo 800 metri di scatto e il cavallo che lo precedeva (Special Agent) rallentò per la stanchezza. Sembrava che avesse la vittoria in tasca ma inspiegabilmente, in dirittura d'arrivo, Pollard rallentò Seabiscuit e i due vennero superati per la lunghezza di un naso da Rosemont che vinse la corsa.
La sconfitta alla Santa Anita Handicap devastò il morale di Howard e Smith per la guerra mediatica che ne susseguì; i giornali si accanirono sul proprietario e sull'addestratore, attribuendo la cattiva riuscita della gara alla mano del fantino e alla cattiva gestione del cavallo. Pollard dichiarò in seguito che in pista aveva rallentato Seabiscuit in dirittura d'arrivo perché non si era accorto fino all'ultimo momento che Rosemont stava rimontando alla sua destra, essendo del tutto cieco da quell'occhio a causa di un incidente avvenuto durante un allenamento. Nessuno sapeva di questo suo handicap e lui lo aveva tenuto nascosto fino a quel momento per paura di non trovare più lavoro come fantino. Questa sconfitta non fece cambiare idea ai fan delle corse californiane che considerarono da quel momento in poi Seabiscuit come il preferito, avendo comunque vinto le tre gare successive. Questo successo convinse Howard a tentare anche sui circuiti ippici della costa orientale. Seabiscuit vinse 11 delle 15 gare alle quali partecipò, cosa che fece crescere la sua popolarità fino a farlo diventare una vera e propria celebrità tra i fanatici di corse americani.
Nel 1937 fu il cavallo con la classifica di vincite più alta dell'anno. Le sue competizioni venivano seguite via radio da migliaia di persone e sui giornali apparivano sempre articoli che lo riguardavano. Sfruttando questo successo, Howard fece uscire una gamma di merchandising su Seabiscuit. Nella costa orientale, tuttavia, il talento di Seabiscuit non era considerato molto dagli addetti ai lavori. Il grande campione di tre anni War Admiral che vinse la Triple Crown of Thoroughbred Racing del 1937, era considerato superiore a Seabiscuit sia come corridore sia come bellezza e prestigio, essendo anche stato eletto migliore cavallo da corsa  dell'anno.

### Il miglior cavallo d'America

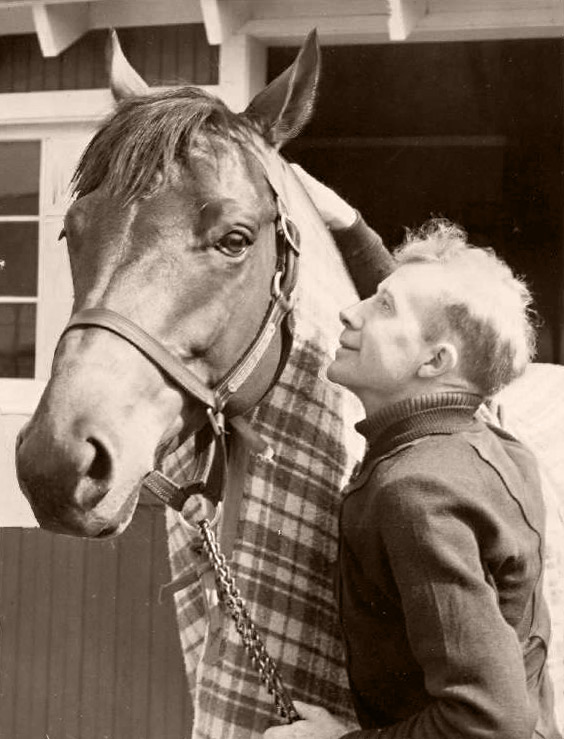
Seabiscuit e Red Pollard

Nel 1938 all'età di 5 anni, il successo di Seabiscuit continuava senza problemi. Il 19 febbraio Pollard fu vittima di un terribile incidente mentre montava in una gara Far Knightess, un'altra puledra delle scuderie Howard. Il cavallo cadde in pista ad una curva. In quel momento l'avversario che si trovava alle spalle di Pollard tentò di saltare l'animale a terra, incrociando le zampe di Far Knightess, che in quel momento stava tentando di rialzarsi. La cavalla cadde nuovamente, procurandosi una paralisi della parte inferiore del corpo. Cadendo, si trascinò sopra Pollard per la seconda volta, schiacciandogli la cassa toracica e rompendogli un braccio. Pollard venne ricoverato in ospedale e Howard provò tre fantini prima di affidare la guida di Seabiscuit a George "The iceman" Woolf, esperto fantino e grande amico di Pollard. L'incidente di Pollard si verificò al secondo tentativo di vincere la prestigiosa Santa Anita Handicap, gara che Seabiscuit aveva perso l'anno prima. La gara fu contrassegnata dal cattivo stato della pista, dovuto ad un periodo di pioggia.
Successivamente Far Knightess venne curata e rimessa in sesto miracolosamente dalle cure di Tom Smith.
Al terzo tentativo al Santa Anita Park, alla partenza Seabiscuit si piazzò all'esterno della pista e fin dall'inizio la sua corsa fu ostacolata da un altro cavallo di nome Count Atlas. I due cavalli gareggiarono fianco a fianco per sei lunghezze, ma la gara fu vinta alla fine da Stagehand, anche per la differenza di peso che l'animale portava, ossia 13,6 kg in meno rispetto a quella di Seabiscuit. Dopo quest'ennesima sconfitta, Seabiscuit fu paragonato ancora sulle varie testate del settore al suo antagonista sulle piste War Admiral.
Tra il 1937 e il 1938 i giornalisti specularono molto su un probabile duello tra Seabiscuit e War Admiral (figlio di Man o' War, che a sua volta era il nonno di Seabiscuit), il campione indiscusso della costa orientale. Ma il proprietario di War Admiral, Samuel D. Riddle, non aveva nessuna intenzione di "sprecare" le energie del suo campione di razza per farlo gareggiare al fianco del cavallo che lui considerava un ronzino.
Intanto Pollard recuperò bene dalla sua disavventura e il 23 giugno del 1938 si recò alle scuderie dove gli era stato richiesto di provare in pista un nuovo puledro di nome Modern Youth. Durante il giro di pista il cavallo si spaventò, probabilmente a causa di un rumore improvviso, e si diresse imbizzarrito verso le stalle con Pollard in sella. Nell'infilarsi in una strettoia tra le stalle, Pollard fu scaraventato tra alcune impalcature e si ruppe la gamba in più punti. La sua carriera di fantino, secondo il medico che lo ebbe in cura, era decisamente finita. Questo ennesimo incidente grave gettò Pollard in un grande sconforto, anche perché si sarebbe dovuta disputare la gara contro War Admiral per stabilire così il primato del cavallo più veloce.
Successivamente Seabiscuit partecipò con Woolf come fantino ad un duello contro Ligaroti, un cavallo di proprietà della star di Hollywood Bing Crosby in un evento che fu organizzato per promuovere il resort dell'artista in California. Intanto il duello con War Admiral fu fissato per il 1º novembre 1938 nel Pimlico Grade a Baltimora, in Maryland.

### Il duello del secolo

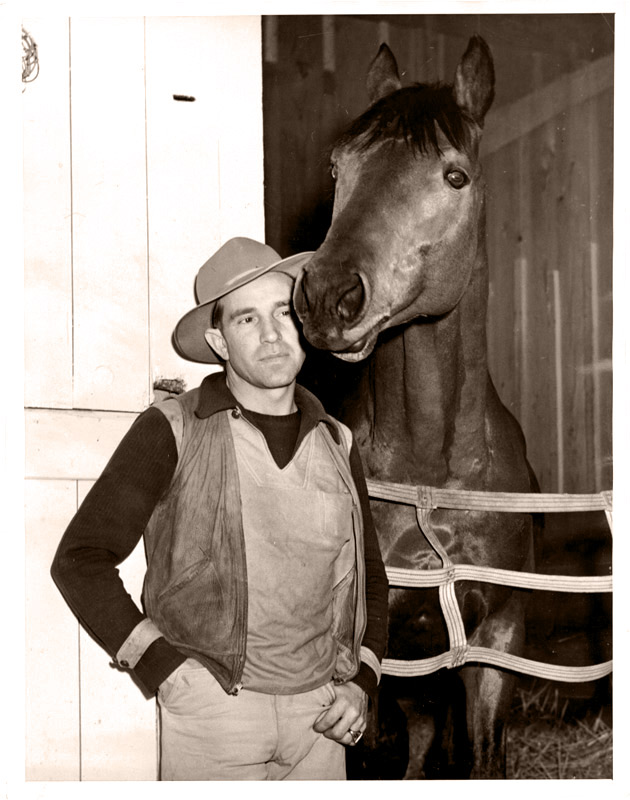
Seabiscuit e George Woolf

Disputatasi il 1º novembre 1938, la competizione tra Seabiscuit e War Admiral fu denominata il duello del secolo. La gara prevedeva di correre per una distanza di circa 2 km di pista. L'evento sportivo è stato uno dei più attesi e seguiti nella storia degli Stati Uniti. Le tribune del Pimlico Race Course erano piene di gente al punto che lo speaker della manifestazione non riuscì a raggiungere la cabina radio per la radiocronaca e fu costretto a improvvisarla a bordo pista con un microfono. Treni carichi di spettatori che si riversarono all'esterno dell'ippodromo arrivarono da ogni parte del paese. La stima delle persone presenti fu di 40.000 all'interno della struttura e circa 40 milioni di ascoltatori radio.
La sera prima di correre la gara del secolo, Woolf si recò al capezzale di Pollard per chiedere consigli sul da farsi. Pollard disse all'amico di non tirare Seabiscuit ma anzi, di farsi raggiungere da War Admiral e di affiancarlo frenando il suo cavallo. Non appena Seabiscuit avesse visto l'altro cavallo avrebbe dovuto lasciarlo andare perché secondo Pollard «non sopportava di arrivare secondo».
(Red Pollard - Seabiscuit: una leggenda americana, cap. Un patto, p. 377)
La gara fu disputata senza l'ausilio della gabbia di partenza essendoci solo due cavalli a competere. Smith aveva allenato Seabiscuit a scattare a forte velocità usando un nerbo associato al suono della campana, lo starter di quella gara alla quale il cavallo non era abituato prima. Quando la campana suonò i due cavalli partirono a forte velocità. Woolf e Seabiscuit erano in vantaggio dopo appena 20 secondi, ma War Admiral li raggiunse senza problemi. I due gareggiarono tenendosi gradualmente in vantaggio prima l'uno e poi l'altro. Woolf, seguendo il consiglio di Pollard, rallentò Seabiscuit fino al punto in cui il cavallo vide avvicinarsi War Admiral. Appena Seabiscuit vide il suo rivale, allungò il galoppo e a duecento metri dall'arrivo staccò War Admiral di 4 lunghezze, vincendo la gara ed entrando da quel momento nella leggenda.
Dopo il risultato ottenuto da questo duello e dopo alcune altre corse in cui arrivò primo, Seabiscuit venne nominato Cavallo dell'anno 1938, e l'unico premio che ancora non era riuscito a vincere era la prestigiosa Santa Anita.

### L'incidente e il ritorno
Durante una gara avvenuta dopo il duello con War Admiral, Seabiscuit ebbe un cedimento in pista ma Woolf non ritenne la cosa molto grave e continuò a spronarlo per tutta la corsa. All'arrivo Smith e Howard si diressero alle scuderie perché dagli spalti l'incidente era sembrato subito più grave. Alla visita il veterinario decretò che il cavallo si era letteralmente strappato il legamento della zampa anteriore sinistra e che la sua carriera di corridore era ormai finita. Seabiscuit non rischiava la vita ma ormai, con una lesione di tale intensità, sarebbe stato messo al pascolo e non avrebbe più partecipato a nessuna competizione. Il sogno di Howard di vincere la Santa Anita con Seabiscuit svanì e lui diresse tutta la sua attenzione su un altro cavallo da corsa di sua proprietà, uno stallone argentino di nome Kayak II.

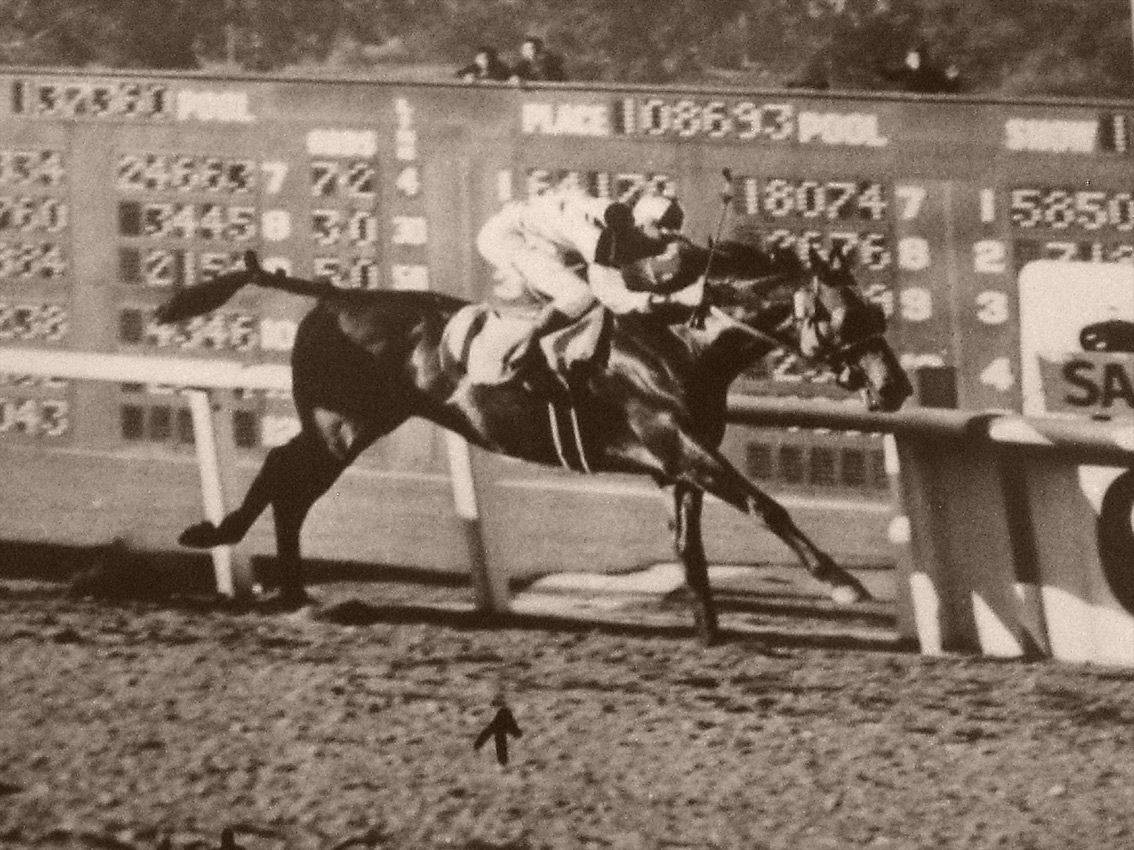
Seabiscuit vince la Santa Anita Handicap - 2 marzo 1940

Seabiscuit e Pollard, entrambi feriti ad un arto, furono ospitati per la degenza nel ranch di Howard. Pollard portò con sé sua moglie Agnes, un'infermiera che aveva conosciuto durante il ricovero ospedaliero. Il recupero di Seabiscuit e di Pollard avvenne col tempo e lentamente. Pollard, nel periodo della riabilitazione divenne alcolista, anche per il dispiacere di non poter più cavalcare. Un medico che visitò Pollard al ranch degli Howard, decise di tentare una fisioterapia con un tutore particolare, infilato nello stivale, in modo da poter permettere al fantino di ritentare almeno a sedersi sulla sella e a fare qualche passeggiata. Questo tentativo venne fatto in sella a Seabiscuit e poco per volta, facendosi coraggio a vicenda i due cominciarono ad allungare sempre di più le loro escursioni, fino ad arrivare a tentare un trotto e un canter (tecnica di galoppo leggero).
Howard, vedendo questo miglioramento, decise di ritentare con le competizioni con Seabiscuit ma non voleva assolutamente che Pollard rischiasse di nuovo la sua gamba. Pollard insistette, rispondendo che tra lui e il suo cavallo, in tutto c'erano quattro gambe che funzionavano perfettamente e questo bastava per una corsa.
Nel 1940 Seabiscuit fu iscritto alla Jolla Handicap in California. Arrivò terzo ma anche se non vinse la gara, si trattò comunque di un grandioso ritorno rispetto all'incidente del quale era stato vittima solo 6 mesi prima. Alla gara successiva, la San Antonio Handicap, Seabiscuit si trovò di nuovo in terza posizione ma rimontando dall'esterno pista riuscì a battere di due lunghezze e mezzo proprio Kayak II, il nuovo puledro di Howard. Il 2 marzo 1940 Howard decise di ritentare per la terza volta a partecipare alla Santa Anita Handicap con Seabiscuit e con Kayak II per poter essere sicuro di vincere il montepremio di 121.000 dollari.
Per questo nuovo tentativo di Seabiscuit alla Santa Anita, gli spettatori paganti all'interno dell'ippodromo furono 78.000; la maggior parte della gente era presente per sostenere il rientro del cavallo e il suo incredibile ritorno alle corse. La partenza non fu delle più facili e Pollard rimase bloccato fin dall'inizio. Kayak II si mise subito in prima posizione. Pollard decise di provare una rimonta dall'esterno e rimase intrappolato alle spalle di Whichcee, che a sua volta era dietro a Wedding Call, secondo. Pollard lasciò accelerare il cavallo fidandosi del suo istinto di non sopportare di perdere e Seabiscuit accelerò, approfittò di un'esitazione di Whichcee e di Wedding Call e si diresse al fianco di Kayak II, superandolo al traguardo di una lunghezza e mezza e vincendo la corsa. Seabiscuit si portò a casa il montepremi della Santa Anita Handicap e dopo questa gara divenne il più grande vincitore di premi in denaro nel mondo delle corse ippiche.

### Il ritiro
Il 10 aprile 1940 Seabiscuit fu ritirato definitivamente dalle corse e pensionato al Ridgewood Ranch vicino a Willits in California.
(Tratto da Seabiscuit: una leggenda americana, cap. Epilogo p. 489)
Il cavallo pieno di difetti che nessuno voleva era diventato il campione più pagato, più amato ed onorato di tutti i tempi. La sua incredibile storia diede coraggio e speranza al popolo americano, pesantemente provato dalla povertà del periodo di depressione che si abbatté sul paese.
Durante la sua messa al prato Seabiscuit generò 108 puledri, tra i quali si annoverano discreti campioni come Sea Swallow e Sea Sovereign. Oltre 5.000 persone visitarono nei 7 anni successivi il ranch per vedere coi propri occhi il grande campione. Seabiscuit si spense nel ranch il 17 maggio 1947 all'età di 14 anni, probabilmente per un attacco cardiaco, e il sito nel quale sono state deposte le sue spoglie è un segreto che solo la famiglia Howard conosce.

## Memorie di bronzo

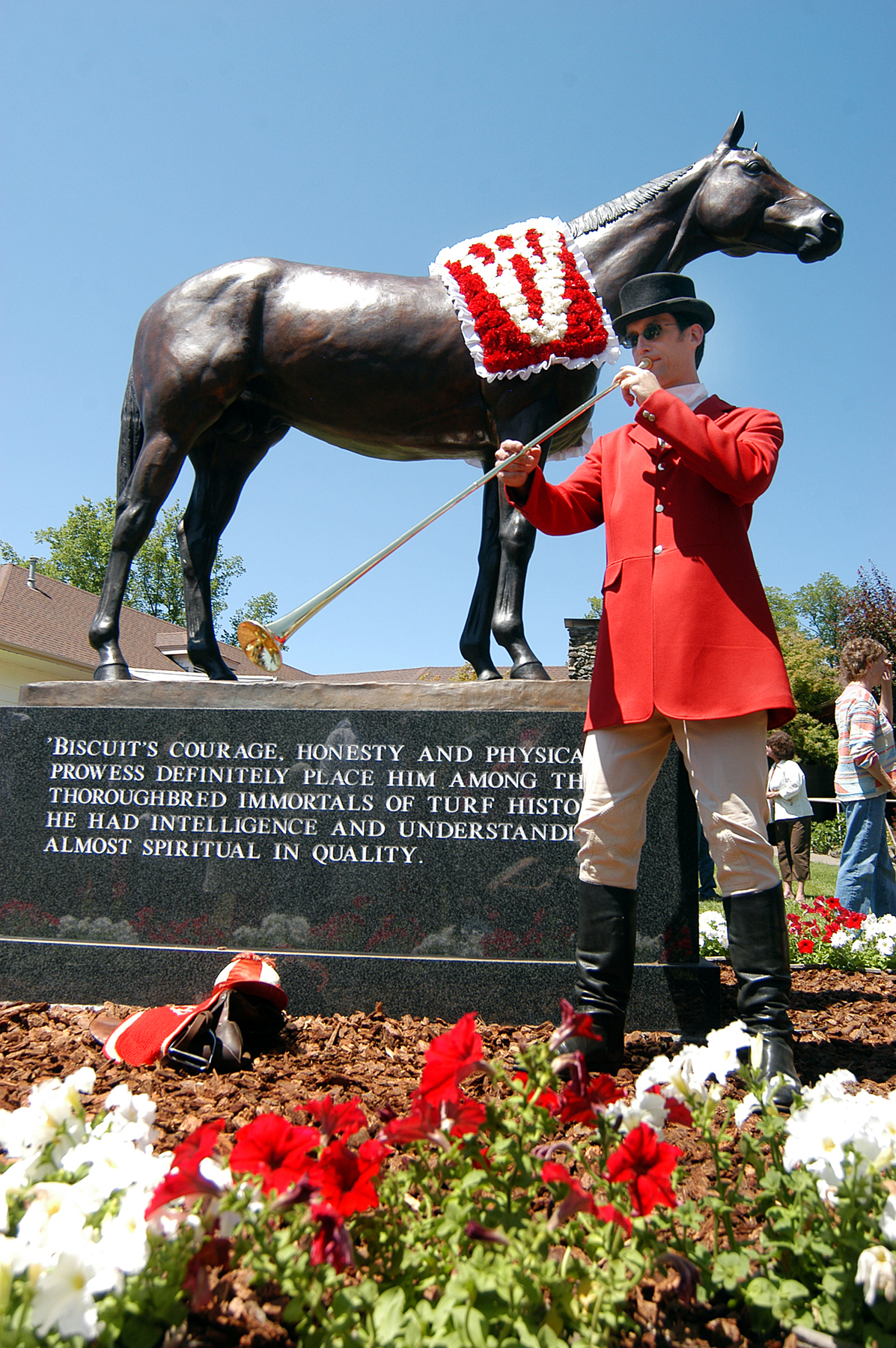
Cerimonia di deposizione della statua di Seabiscuit - Ridgewood Ranch, 23 giugno 2006

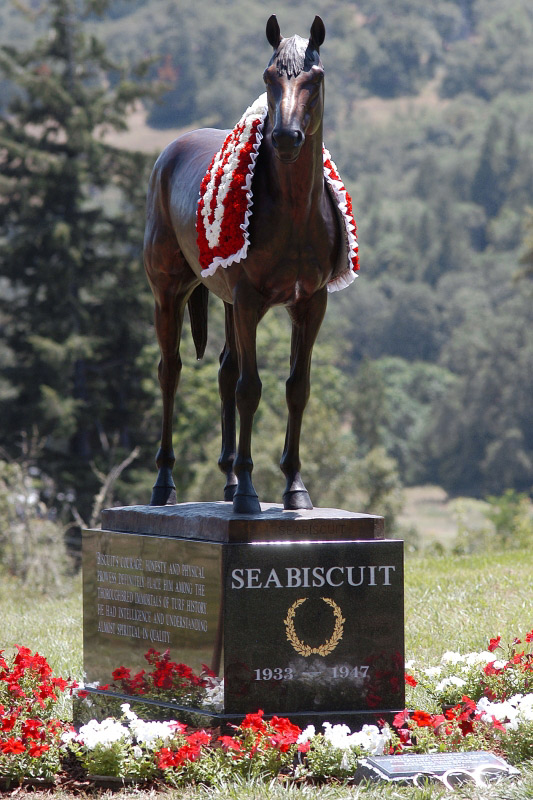
Statua di Seabiscuit - Ridgewood Ranch

Tra il 1940 e il 1941 vennero commissionate all'artista del bronzo Hughette “Tex” Wheeler due statue di bronzo a grandezza naturale di Seabiscuit. La realizzazione delle due sculture avvenne nel periodo in cui il campione era ancora in vita. Una delle due statue è stata donata ed è tuttora esposta al Santa Anita Park, in California, e l'altra è stata posizionata all'entrata del Ridgewood Ranch, nel quale il cavallo ha trascorso i suoi ultimi anni di vita. La famiglia Howard, dopo 10 anni dalla morte di Seabiscuit, ha donato la seconda statua al National Museum of Racing and Hall of Fame in Saratoga Springs, New York, dove è stata esposta in un posto d'onore. Dopo 55 anni, è stata realizzata una copia autentica dall'originale esposta ora al National Museum, ed è stata deposta nuovamente all'entrata del Ridgewood Ranch, con una cerimonia solenne il 23 giugno del 2006.
Di seguito, l'epitaffio inciso sulla piattaforma in granito della statua esposta al National Museum of Racing and Hall of Fame in Saratoga Springs, New York:
Il 24 maggio 2008 il colonnello Michael Howard, nipote di Charles S. Howard, ha annunciato con orgoglio la commissione di altre due statue di Seabiscuit in bronzo. Le statue si intitolano rispettivamente "Final Victory" (letteralmente "Vittoria finale") e "Morning Workout" (letteralmente "Allenamento mattutino"). Le due sculture, verranno vendute e tutti i proventi derivanti dalla vendita saranno divisi tra due cause caritatevoli molto care a Charles S. Howard: la Frank R. Howard Foundation, e la Seabiscuit Heritage Foundation, al Ridgewood Ranch, per la conservazione dell'ultima dimora del leggendario campione. Nel novembre del 2007, le statue vengono commissionate a Stan Watts, della Atlas Bronze di Salt Lake City in Utah, (USA) e agli artigiani della Kim Company. Le due statue rappresentano due momenti diversi della storia di Seabiscuit.

### Final Victory
La statua intitolata Final Victory mostra Seabiscuit montato da Red Pollard durante la vittoria della Santa Anita Handicap, nella sua ultima corsa, avvenuta al Santa Anita Handicap il 2 marzo del 1940. Entrambe le sculture sono basate su foto, appartenenti alla famiglia Howard, selezionate accuratamente dal loro archivio.
Final Victory cattura l'ultimo momento della rivincita del campione.

### Morning Workout
La statua intitolata Morning Workout mostra Seabiscuit con George "The Iceman" Woolf. Per la realizzazione di "Morning Workout" è stata utilizzata una foto particolarmente cara alla moglie di Charles S. Howard, Marcela, che raffigura Seabiscuit con George Woolf durante gli allenamenti al Del Mar Thoroughbred Club California (USA), prima del famoso primo duello con Ligaroti, avvenuto in quello stesso circuito il 12 agosto del 1938. La gara del 12 agosto rappresenta la prima parte della grande vittoria di Seabiscuit del 1º novembre dello stesso anno, in cui vinse il "duello del secolo" battendo War Admiral al Pimlico Race Course, sempre montato da Woolf. "Morning Workout" rappresenta un momento di tranquillità di Seabiscuit in una fase di allenamento montato dal fantino George Woolf in tenuta casual, prima della grande gara.
Il colonnello Michael Howard e la storica di Seabiscuit, la scrittrice Laura Hillenbrand, hanno seguito attentamente la realizzazione delle due sculture facendo molta attenzione al fatto che la resa finale rispecchiasse esattamente lo spirito del cavallo e dei due fantini che lo hanno portato a queste spettacolari vittorie.

## Le nuove generazioni
Il Seabiscuit Heritage Foundation è un'associazione senza scopo di lucro, che preserva l'ultima dimora di Seabiscuit. La fondazione è situata al Ridgewood Ranch, in California e si occupa di vari progetti, oltre a conservare la discendenza diretta del grande campione. Infatti la linea diretta di Seabiscuit continua anche dopo la sua morte e nel corso degli anni sono nati diversi cavalli che affettuosamente vengono chiamati Lil'Biscuit's (Little Biscuits, letteralmente "biscottini"). Il 18 aprile del 2009 è venuta al mondo l'ultima discendente in ordine di tempo del leggendario campione. Il nome della puledra baia è Sea of Tiberias ed è figlia di Washoe Valley Sal, discendente di quinta generazione di Seabiscuit. Il padre invece è lo stallone Sea of Secrets, figlio del purosangue Storm Cat che ha avuto come nonno il grande campione Secretariat, vincitore della Triple Crown USA nel 1973.
La gravidanza è stata problematica, infatti nell'ottobre del 2008 Washoe Valley Sal (Sally) ha subìto la rottura di un tendine ed è stata spostata dal Ridgewood Ranch al Cooper's Redwood Valley ranch di proprietà di Jacqueline Cooper, direttrice della Seabiscuit Heritage Foundation, per essere sottoposta ad un'attenta sorveglianza. Durante gli ultimi mesi la cavalla ha sofferto anche di coliche ed è stata quindi seguita con grande cura durante l'ultimo mese prima della nascita di Sea of Tiberias. Le preoccupazioni per la nascita della puledra sono legate ad una vicenda del 13 maggio del 2008, giorno in cui una cavalla di nome First Class Lacegold mise al mondo Josephine, prima puledra discendente da Seabiscuit venuta al mondo all'interno del Ridgewood Ranch dopo più di 50 anni. Purtroppo per complicazioni dovute ad un grande stress la cavalla morì il giorno dopo. Sea of Tiberias è quindi la sesta generazione di Seabiscuit e, grazie alla sua discendenza con questi grandi campioni, la puledra (ribattezzata Lil' Sea, letteralmente "piccolo mare") ha un futuro assicurato nel mondo delle corse, come si augura la sua allevatrice Jacqueline Cooper:
(Jacqueline Cooper)
Sally e Lil'Sea verranno successivamente riportate al Ridgewood Ranch dove sarà possibile visitarle nel periodo delle escursioni in cui il ranch sarà aperto al pubblico, tra giugno e settembre.

## Maggiori gare vinte

### All'età di quattro anni
- 6 marzo 1937: 1º posto e record al San Juan Capistrano Handicap - Santa Anita Park, Arcadia, California (USA)
- 1º posto e record al Massachusetts Handicap - Suffolk Downs, Boston, Massachusetts (Stati Uniti)
- 22 maggio 1937: 1º posto - Bay Meadows Handicap - Bay Meadows Racetrack, San Mateo, California (USA)
- 26 giugno 1937: 1º posto - Brooklyn Handicap - Gravesend Race Track, Coney Island, New York (USA)
- luglio 1937: 1º posto e record al Yonkers Handicap, New York (USA)
- 1º posto e record al Riggs Handicap - Pimlico Race Course, Baltimora, Maryland (USA)
- 1º posto - Butler Handicap - Arranmore Polo Club, Oswego, Illinois (USA)

### All'età di cinque anni
- 16 aprile 1938: 1º posto - Bay Meadows Handicap - Bay Meadows Racetrack, San Mateo, California (USA)[29]
- 16 luglio 1938: 1º posto Hollywood Gold Cup - Hollywood Park Racetrack in Inglewood, California (USA)
- 12 agosto 1938: 1º posto duello con Ligaroti - Del Mar Thoroughbred Club, California (USA)
- 1º novembre 1938: 1º posto duello con War Admiral e Pimlico Special al Pimlico Race Course - Baltimora, Maryland (USA)

### All'età di sette anni
- 24 febbraio 1940: San Antonio Handicap - Santa Anita Park, Arcadia, California (USA)
- 2 marzo 1940: 1º posto Santa Anita Handicap - Santa Anita Park, Arcadia, California (USA)

## Premi speciali
- Campione maschio gare ippiche Stati Uniti (1937 e 1938)
- Cavallo dell'anno USA (1938)

## Riconoscimenti e onorificenze

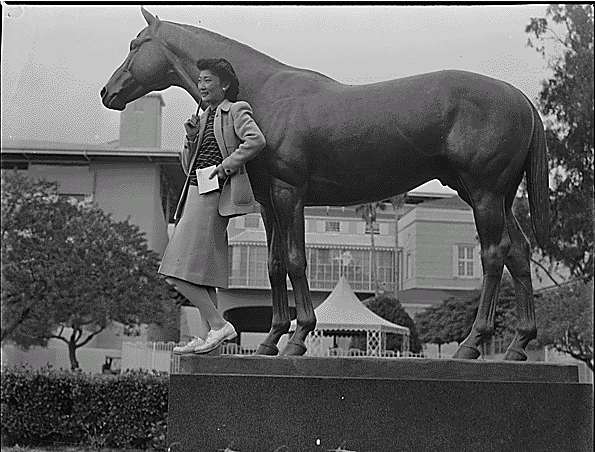
Statua di Seabiscuit al Santa Anita Park, Arcadia - California

- Hall of fame dei cavalli da corsa Stati Uniti[30] (1958).
- Classifica dei 100 migliori cavalli da corsa americani del XX secolo (posizione n. 25)[2].
- Statua in bronzo scala 1:1 esposta al Santa Anita Park - Arcadia, California, USA.
- Statua in bronzo scala 1:1 esposta al National Museum of Racing and Hall of Fame in Saratoga Springs, New York.
- Statua in bronzo scala 1:1 esposta al Ridgewood Ranch, Willits, California.
- Due statue in bronzo scala 1:1 realizzate nel 2008.
- Francobollo commemorativo[31] raffigurante la vittoria di Seabiscuit contro War Admiral nel duello del 1938. L'immagine è un quadro eseguito da John Mattos[32] ed il valore del francobollo è di 44 centesimi.

## Record e montepremi vinti
| ANNO   | ETÀ | PARTENZE | 1ª POSIZ. | 2ª POSIZ. | 3ª POSIZ. | MONTEPREMI VINTO |
| 1935   | 2   | 35       | 5         | 7         | 5         | 12 510 $         |
| 1936   | 3   | 23       | 9         | 1         | 5         | 28 995 $         |
| 1937   | 4   | 15       | 11        | 2         | 1         | 168 580 $        |
| 1938   | 5   | 11       | 6         | 4         | 1         | 130 395 $        |
| 1939   | 6   | 1        | -         | 1         | -         | 400 $            |
| 1940   | 7   | 4        | 2         | -         | 1         | 96 850 $         |
| Totale |     | 89       | 33        | 15        | 13        | 437 730 $        |

## Seabiscuit nella cultura di massa
- Nel 1940, dopo la vittoria alla Santa Anita Handicap, lo scrittore B. K. Beckwith, scrisse: Seabiscuit: The Saga of a Great Champion, con una prefazione a cura di Grantland Rice, che riassume l'impatto che il cavallo ebbe sul morale del popolo americano.
- Nel 1949 viene scritta una sceneggiatura molto romanzata della storia di Seabiscuit e raccontata in un film con Shirley Temple. Il ruolo di Seabiscuit fu interpretato da suo figlio Sea Sovereign.
- Nel 1963 l'autore Ralph Moody, scrisse Come on, Seabiscuit!, recentemente rimesso in stampa. Questo libro è stato la fonte d'ispirazione per Laura Hillenbrand che nel 2001, scrisse a sua volta Seabiscuit: una leggenda americana, libro dal quale è stato tratto l'adattamento per il film di Gary Ross Seabiscuit - Un mito senza tempo del 2003.
- Nel 1958 Seabiscuit fu votato per apparire nel National Museum of Racing and Hall of Fame.
- Seabiscuit è presente al 25º posto nella classifica dei 100 migliori cavalli da corsa americani del XX secolo. Al primo posto appare suo nonno Man o' War.

## Omaggi a Seabiscuit
- Nel 1939 un cartone animato di Porky Pig aveva come protagonista un cavallo chiamato Tea Biscuit.
- Nel 1940 un altro cartone animato della Warner Bros. aveva come incipit: "Questo è l'anno 1861 BC - Before C-Biscuit" (prima di C. Biscuit).
- In una famosa parodia di Spike Jones del Guglielmo Tell, Overture, è incluso un cavallo di nome Dog Biscuit.
- In una puntata de I Griffin intitolata The Courtship of Stewie's Father, Cleveland Brown si trova sul tappeto rosso come inviato di E! e scambia Penélope Cruz per Seabiscuit, urlandogli "Seabiscuit, Seabiscuit! Vuoi dire qualcosa ai microfoni di E!?"
- In uno show americano intitolato Kappa Mikey, appare in alcuni episodi un cavallo chiamato Seacookie.
- Nel film Chinatown del 1974 diretto da Roman Polański, il personaggio di Jake "J.J." Gittes, interpretato da Jack Nicholson, legge un giornale dove appare il titolo Seabiscuit, idolo delle folle.
- Nel film del 2003 Babbo bastardo, durante una scena di una partita a scacchi, il personaggio interpretato da Billy Bob Thornton perde le staffe e urla al suo compagno: "you're like fucking Seabiscuit" ("sei come il fottuto Seabiscuit"). Nel doppiaggio italiano la scena in cui viene detta questa frase è stata tagliata.
- Nel film Mi presenti i tuoi? del 2004 diretto da Ben Stiller, in una scena la madre di Greg Fotter (Barbra Streisand) sale sul dorso per un massaggio alla schiena di Jack (Robert De Niro) e il commento di Greg è "l'hai cavalcato come se fosse stato Seabiscuit!".
- Nel film del 2007 Juno, diretto da Jason Reitman, la protagonista commenta "essere incinta mi fa fare pipì come Seabiscuit!" (cambiato nel doppiaggio italiano con "mi fa fare pipì come un cavallo")
- Nell'episodio dei Simpson L'amore alla maniera di Springfield, ambientata ai tempi di Bonnie e Clyde, appare un giornalista che dice "Una nazione paralizzata dalla disoccupazione e annoiata da Seabiscuit".

## Pedigree
Pedigree di Seabiscuit:
| Padre Hard Tack (1926) | Nonno Man o' War (1917)     | - Fair Play (1905) - Mahubah (1910)    |
| Padre Hard Tack (1926) | Nonna Tea Biscuit (1912)    | - Rock Sand (1900) - Tea's Over (1893) |
| Madre Swing On (1926)  | Nonno Whisk Broom II (1907) | - Broomstick (1901) - Audience (1901)  |
| Madre Swing On (1926)  | Nonna Balance (1919)        | - Rabelais (1900) - Balancoire (1911)  |

## Filmografia
- The Story of Seabiscuit, diretto da David Butler - 1949
- Seabiscuit - Un mito senza tempo, diretto da Gary Ross - 2003

## Documentari
- American Experience:Seabiscuit - Paramount Home video. UPC 00841887050814.
- Seabiscuit:America's Legendary Horse - Delta Music Music Inc. UPC 00018111247894.
- Seabiscuit:Limited Edition Gift Set - Universal Studios Home Enterta. UPC 00025192421624.
- Story of Seabiscuit - Warner Home video. UPC 00012569676725.
- Seabiscuit: The Saga of a Great Champion - Umvd. UPC 00025192328725.